# Alfred Andersch
Alfred Hellmuth Andersch (ur. 4 lutego 1914  w Monachium , zm. 21 lutego 1980 w Berzonie (Ticino)) – pisarz niemiecki.

## Życiorys
Urodził się w Monachium w rodzinie oficera . Uczęszczał do monachijskiej szkoły podstawowej (Volkschule), a następnie do Wittelsbacher Gymnasium, gdzie jego nauczycielem był Joseph Gebhard Himmler (1865–1936, ojciec Heinricha Himmlera). W latach 1932–1933 przewodził młodzieżowej organizacji o charakterze komunistycznym, za co został zesłany do obozu koncentracyjnego Dachau , w którym spędził pół roku . W latach 1933–1937 zatrudniony był jako pracownik umysłowy w Monachium, a od 1937 do 1940 roku pracował w dziale reklamy fabryki papieru fotograficznego w Hamburgu.
W 1940 roku został wcielony do Wehrmachtu i wysłany do Francji. Brał udział w kampanii włoskiej, w czerwcu 1944 podczas walk nad rzeką Arno zdezerterował i trafił do niewoli amerykańskiej. W obozie jenieckim poznał Hansa Wernera Richtera, z którym, po powrocie do Niemiec, współpracował przy zakładaniu magazynu Der Ruf, a następnie organizacji spotkań Grupy 47.
Od 1948 roku współpracował z rozgłośniami radiowymi w Hamburgu i Frankfurcie, m.in. prowadząc cykl audycji literackich Ein Buch und eine Meinung w Süddeutscher Rundfunk. W latach 1955–1957 był redaktorem czasopisma Texte und Zeichen . W 1957 roku ukazała się jego pierwsza powieść Sansibar oder der letzte Grund. Rok później wyjechał z Niemiec do Szwajcarii. Tworzył powieści, opowiadania oraz słuchowiska radiowe, rzadziej utwory liryczne . Publikował także eseje i teksty krytycznoliterackie. W swoich utworach często poruszał wątki autobiograficzne, np. w powieści Die Kirschen der Freiheit pisał o swojej dezercji, a w opowiadaniu Ojciec mordercy wspominał lata szkolne. W 1950 roku ożenił się z malarką Giselą Dichgans.

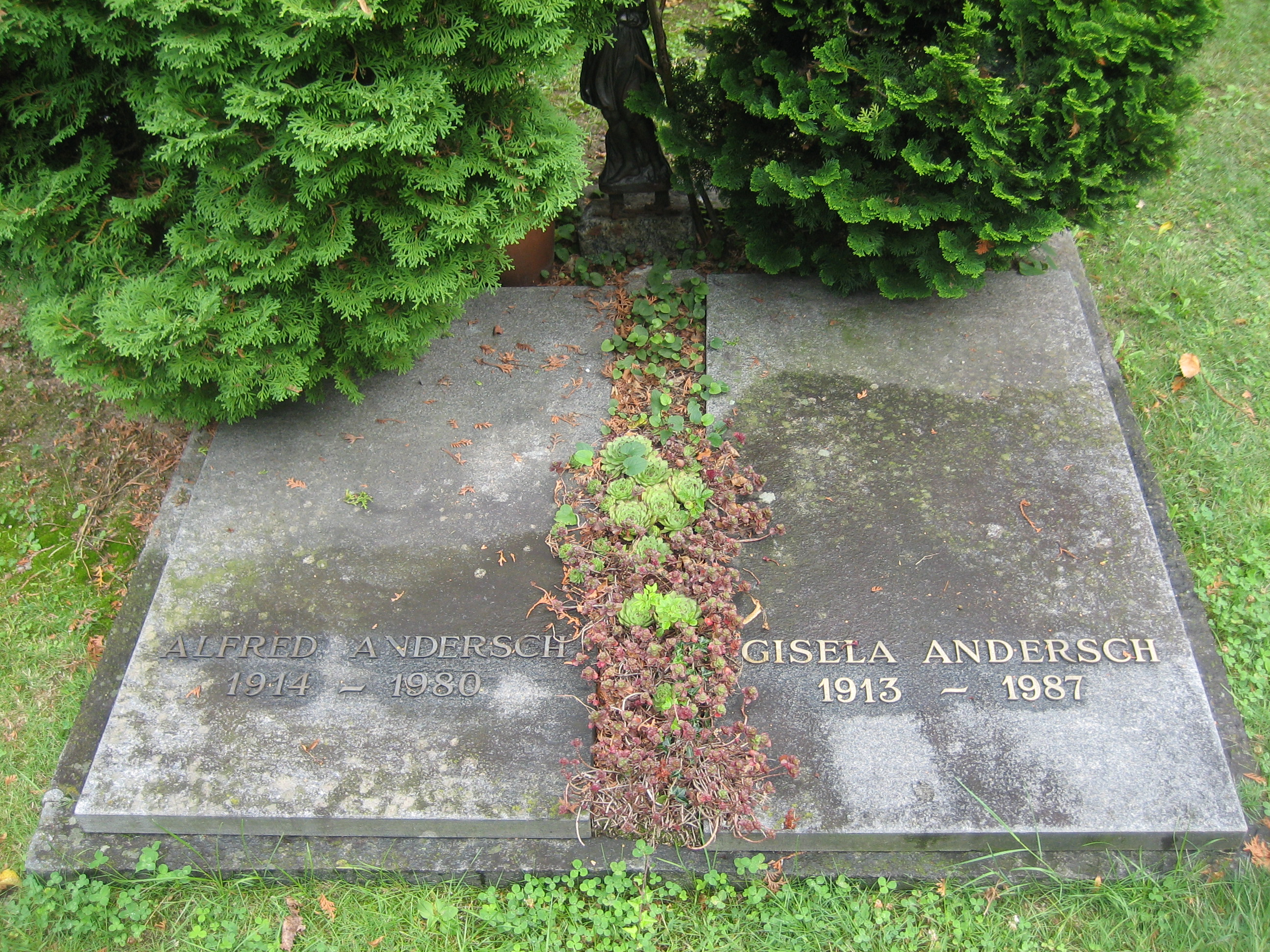
Nagrobek Giseli i Alfreda Anderschów w Berzonie

## Twórczość

### Powieści
- Sansibar oder der letzte Grund Olten 1957
- Die Rote Olten 1960
- Efraim, Zürich 1967
- Spisek w Winterspelcie (Winterspelt), Zürich 1974, tłum. na j. polski Adam Kaska, 1979, ISBN 83-06-00127-3

### Opowiadania
- Die Kirschen der Freiheit. Ein Bericht 1952
- Piazza San Gaetano. Suite 1957
- Geister und Leute. Zehn Geschichten, Olten 1958
- Ein Liebhaber des Halbschattens. Drei Erzählungen, Olten 1963
- Córka (Tochter), 1970, tłumaczenie na j. polski Anna Maria Linke, 1975
- Gesammelte Erzählungen Zürich 1971
- Mein Verschwinden in Providence. Neun neue Erzählungen, Zürich 1971
- Alte Peripherie. Ausgewählte Erzählungen, Berlin 1973
- Meistererzählungen, Gütersloh 1975
- Weltreise auf deutsche Art. Eine Geschichte, Zürich 1977
- Ojciec mordercy (Der Vater eines Mörders, Zürich 1980), tłum. na j. polski Ryszard Wojnakowski, 1980, ISBN 83-08-02234-0
- Flucht in Etrurien. Zwei Erzählungen und ein Bericht, Zürich 1981
- Sämtliche Erzählungen, Zürich 1983
- Weltreise auf deutsche Art. Gesammelte Erzählungen, Berlin 1985
- Erinnerte Gestalten. Frühe Erzählungen, Zürich 1986

### Słuchowiska
- Biologie und Tennis Hessischer Rundfunk 1950
- Die Feuerinsel oder die Heimkehr des Kapitäns Tizzoni NWDR 1954
- Von Ratten und Evangelisten Südwestfunk 1956
- Fahrerflucht Hamburg 1958
- Der Tod des James Dean. Eine Funkmontage. St. Gallen 1960.
- Der Albino. SWF/RB 1960
- In der Nacht der Giraffe. Hessischer Rundfunk 1960

## Wyróżnienia i nagrody
- 1958: Deutscher Kritikerpreis
- 1967: Nelly-Sachs-Preis
- 1968: Charles-Veillon-Preis
- 1975: Großer Literaturpreis der Bayerischen Akademie der Schönen Künste